# Like a Dragon Gaiden: The Man Who Erased His Name
Like a Dragon Gaiden: The Man Who Erased His Name (также известная в Японии как Ryū ga Gotoku 7 Gaiden: Na wo Keshita Otoko) — видеоигра в жанре action-adventure, разработанная Ryu Ga Gotoku Studio и изданная Sega для PlayStation 4, PlayStation 5, Xbox One, Xbox Series X/S и Windows в 2023 году. Спин-офф серии Like a Dragon, действие которого происходит между событиями шестой, седьмой и восьмой частей.

## Игровой процесс
Игровой процесс в Gaiden напоминает игровой процесс всех предыдущих частей до седьмой: игрок, исследуя открытый мир и выполняя сюжетные миссии, должен пробиваться сквозь полчища врагов, используя различные техники и приёмы. Главному герою игры, Кадзуме Кирю, доступны два боевых стиля — Yakuza и Agent. Стиль Yakuza похож на классический стиль боя Кирю из предыдущих игр, а стиль Agent основан на использовании высокотехнологичных гаджетов и быстрой реакции. Основными локациями в игре выступают район Сотенбори в Осаке и район Исэдзаки Идзинчо в Йокогаме. Третья локация, известная как Замок, представляет собой хаб, где игрок может принять участие в различных активностях. Вернулись такие мини-игры, как караоке, гонки на игрушечных машинках, кабаре-клуб и боевая арена. Новый персонаж по имени Акаме выступает в роли информатора и обеспечивает Кирю дополнительными заданиями.
Подобно спин-оффу Lost Judgment, в Gaiden имеется несколько игр для Master System, в которые Кирю может играть. Также, Кирю может посетить залы с аркадными автоматами, где он может поиграть в такие игры, как Virtua Fighter 2, Sonic the Fighters, Daytona USA 2 (переименнованная в Sega Racing Classic 2 из-за проблем с лицензированием) и Fighting Vipers 2.
В игре доступна специальная демоверсия Like a Dragon: Infinite Wealth, которая открывается после завершения сюжетной кампании Gaiden.

## Сюжет
Инсценировав свою смерть в конце 2016 года, Кадзума Кирю продолжает скрываться, действуя как агент клана Дайдодзи под кодовым именем Дзорю. Он выполняет различные задания для Дайдодзи по приказу своего куратора, Кихэя Ханавы, в обмен на тайное финансирование приюта «Утренняя слава». Вне работы он медитирует в буддийском храме, который является прикрытием для работы Дайдодзи.
В 2019 году Кирю поручают обеспечить безопасность контрабандной операции в Йокогаме. Операция оказывается ловушкой: неизвестная группировка якудза устраивает засаду и пытается похитить Ханаву. Кирю удаётся отогнать бандитов, но при этом один из них узнаёт его. На следующий день Кирю расследует дело местного клана Сейрю, но вскоре выясняет, что засаду на агентов Дайдодзи устроила семья Ватасэ из Альянса Оми. Группа членов семьи Ватасэ во главе со своим капитаном Юки Цуруно загоняет Кирю в угол и уговаривает его помочь им. С помощью лейтенанта семьи Ватасэ, Косея Сисидо, Цуруно похищает Ханаву и требует, чтобы Кирю встретился с ним. Кирю получает выговор от управляющего Дайдодзи Ёсимуры, который предлагает сдать Ханаву, чтобы сохранить тайну Дайдодзи. Кирю отказывается и с помощью главного священника сбегает, победив Ёсимуру и других агентов.
Кирю встречается с Цуруно в баре в Идзинчо, где тот рассказывает, что его патриарх, Масару Ватасэ, с 2016 года просит своих людей расследовать предполагаемую смерть Кирю, считая её сфабрикованной. Цуруно просит Кирю сотрудничать с семьей Ватасэ в обмен на освобождение его от Дайдодзи и возможность повторно инсценировать свою смерть и воссоединиться со своими приемными детьми на Окинаве. Однако Кирю отказывается от предложения, когда Цуруно рассказывает, что частью сделки было убийство Ханавы. Цуруно соглашается и велит Кирю отправиться в район Сотенбори и найти информатора по имени Акаме. После того, как Акаме помогла ему с несколькими заданиями, она отводит Кирю в «Замок» — тайный центр развлечений для взрослых, расположенный на корабле за пределами Сотенбори и управляемый кланом Кидзин Альянса Оми. В замке Кирю записывается на бой на арене Колизея, чтобы доказать свою значимость Сисидо, который затем раскрывает Кирю местоположение Ханавы. Кирю возвращается в Сотенбори, сталкивается с Цуруно и другими членами семьи Ватасэ и, победив их, освобождает Ханаву.
Цуруно раскрывает истинные намерения Ватасэ, попросившего Кирю о помощи: проследить за распадом Альянса Оми и клана Тодзё, вместе с шестым председателем Тодзё Дайго Додзимой. Позже Кирю посещает убежище Дайдодзи в Сотенбори, где получает приказ Босса, высокопоставленного офицера Дайдодзи, убить Цуруно, самого Ватасэ и остальных членов семьи Ватасэ, чтобы сохранить своё прикрытие. Кирю держит Ханаву на мушке, позволяя Цуруно сбежать. Ханава угрожает причинить вред детям на Окинаве, вынуждая Кирю сдаться. Через три дня, после пыток, устроенных для того, чтобы проверить, действительно ли Кирю и Ханава сблизились, Босс отпускает Кирю, а Цуруно рассказывает, что заключил сделку с Дайдодзи, чтобы предоставить услуги Кирю семье Ватасэ.
Позже Цуруно вызывает Кирю в замок, где рассказывает о своём намерении: выманить из замка патриарха клана Кидзин, Хомаре Ниситани-третьего, и убить его до того, как Ватасэ будет выпущен из тюрьмы, чтобы гарантировать, что высокопоставленные офицеры Альянса Оми не поднимут восстание против распада. Кирю, отвергнув это предложение, договаривается о том, чтобы вместо этого обезвредить его. Позже Ниситани отправляет клан Кидзин на поиски Кирю в Сотенбори. По приказу Кирю Цуруно получает 30 миллионов иен, чтобы выманить Ниситани, устраивая пышные вечеринки и разврат по всему Сотенбори. По совету Ханавы Кирю и Цуруно мобилизуют семью Ватасэ, чтобы силой захватить Замок и сообщить о его существовании в СМИ. Достаточно разозлив Ниситани, они договариваются о поединке в убежище Ниситани на верфи за пределами Сотенбори. Кирю и Сисидо сражаются с Ниситани и его головорезами, а Цуруно поджигает убежище. Ниситани терпит поражение и пытается бежать, но Сисидо, по приказу Цуруно, закалывает Ниситани до смерти, прежде чем они успевают покинуть здание.
Несколько дней спустя Кирю и семья Ватасэ прибывают на стройплощадку возле Сотенбори, чтобы поприветствовать недавно освобождённого Ватасэ. Сисидо предаёт команду, всё это время планируя остановить распад и захватить власть в Альянсе Оми. Он объединяет семью Ватасэ против Кирю, Цуруно и Ватасэ и рассказывает, что инсценировал убийство Ниситани. Им удаётся отразить нападение, хотя Цуруно и Ватасэ при этом получают ранения. Ханава, получив от Акаме информацию о том, что Ниситани выжил, сбивает Ниситани на лимузине. Ханава сопровождает Кирю, Цуруно и Ватасэ на встречу в штаб-квартире Альянса Оми, где последний объявляет о совместном распаде Альянса Оми и клана Тодзё. Цуруно и Кирю объединяются с Ичибаном Касугой и его друзьями, чтобы защитить Ватасэ и Дайго. Когда Ватасэ выводят на улицу, прибывает Сисидо, выживший в предыдущей битве, и объединяет оставшихся членов Альянса Оми. Дайго, вместе с Горо Мадзимой и Тайгой Саэдзимой, отбивается от последних членов Альянса Оми, а Кирю в одиночку сражается с Сисидо и побеждает его. В конце концов, Ёсимуре удаётся одолеть Сисидо, который решает оставить его в живых как потенциального агента Дайдодзи.
В 2020 году Ханава сообщает, что Дайдодзи хочет наградить Кирю за его усилия по оказанию помощи Ватасе, а также за помощь Касуге в пресечении деятельности губернатора Токио Рё Аоки. Он делится записью скрытой камеры, установленной над могилой Кирю, где двое его приёмных детей, Тайчи и Аяко, сообщают Кирю обо всех событиях в приюте. Ханава также показывает рисунок сына Харуки Савамуры, Харуто, из-за чего Кирю срывается и начинает реветь. После этого главный священник говорит Кирю, что ему разрешено отправиться в отпуск, если он сохранит своё прикрытие. Ханава сообщает Кирю его новый псевдоним — Таичи Судзуки, рассказывая, что он встречался с ним много лет назад в Фукуоке под этим именем.
В сцене после титров, три года спустя, Кирю заходит в церковь Нанала Хилл в Гонолулу и оставляет на алтаре кольцо в качестве прощального подарка своей бывшей возлюбленной, Юми Савамуре, которая умерла несколько лет назад. С этого момента, события продолжаются в Infinite Wealth.

## Разработка и выпуск
Игра была анонсирована в сентябре 2022 года во время презентации RGG Summit, где и был показан дебютный трейлер. Руководитель студии Масаёси Ёкояма пояснил, что игра будет короче, чем предыдущие игры про Кирю.
В начале 2023 года RGG Studio провела конкурс Cabaret Club Grand Prix, в ходе которого были выбраны пять моделей, которые появятся в качестве хостесс в мини-игре Cabaret Club, а победитель вдобавок получит внутриигровую роль в восьмой части. Из пяти финалисток Гран-при в итоге победительницой стала витубер Kson.
На Summer Game Fest 2023 был показан второй трейлер, демонстрирующий новых персонажей, а также геймплейные кадры нового боевого стиля Agent. Также была потверждена дата выхода игры 9 ноября 2023 года. На RGG Summit Summer 2023 был показан дополнительный геймплей, а также представлены основные персонажи игры.
Так же, как и Yakuza: Like a Dragon, игра будет полностью озвучена на английском и японском языках, а для ещё 9 языков, включая и русский, будет текстовый перевод. В июне 2023 года студия сообщила, что ютубер Йонг Йеа озвучит Кирю в английском дубляже, заменив Дэррила Курило, который ранее озвучивал Кирю в самой первой игре серии и Like a Dragon. В отличие от седьмой части, английский дубляж Gaiden не был доступен на запуске, а был выпущен в качестве патча 15 декабря 2023 года.
Like a Dragon Gaiden: The Man Who Erased His Name вышла 9 ноября 2023 года на PlayStation 4, PlayStation 5, Windows, Xbox One и Xbox Series X/S. За предзаказ игры давались Горо Мадзима, Тайга Саэдзима и Дайго Додзима в качестве играбельных персонажей для мини-игры Arena. В западных странах SEGA выпустила игру только в цифровом виде, а ограниченное физическое издание доступно лишь в некоторых азиатских странах. Для продвижения игры, SEGA стала спонсором матча AEW Dynamite, на арене которого висели стенды с рекламой игры.
В рамках интервью с главным продюсером Ryu Ga Gotoku Studio, Хироюки Сакамото, стало известно, что для портирования игр с аркадной платформы Sega Model 3 командой был разработан собственный эмулятор специально для серии игр Like a Dragon. В этом же интервью Сакамото косвенно подтвердил, что в будущем также планируется выпускать игры с аркадных автоматов в качестве мини-игр новых частей Like a Dragon:
В будущем я хотел бы попробовать добавить игры с системы NAOMI, которая является преемником Model 3 и основана на системе Dreamcast. Интересно, захочет ли кто-нибудь еще увидеть это...